# Date de naissance de Jésus
Pour un article plus général, voir Nativité.

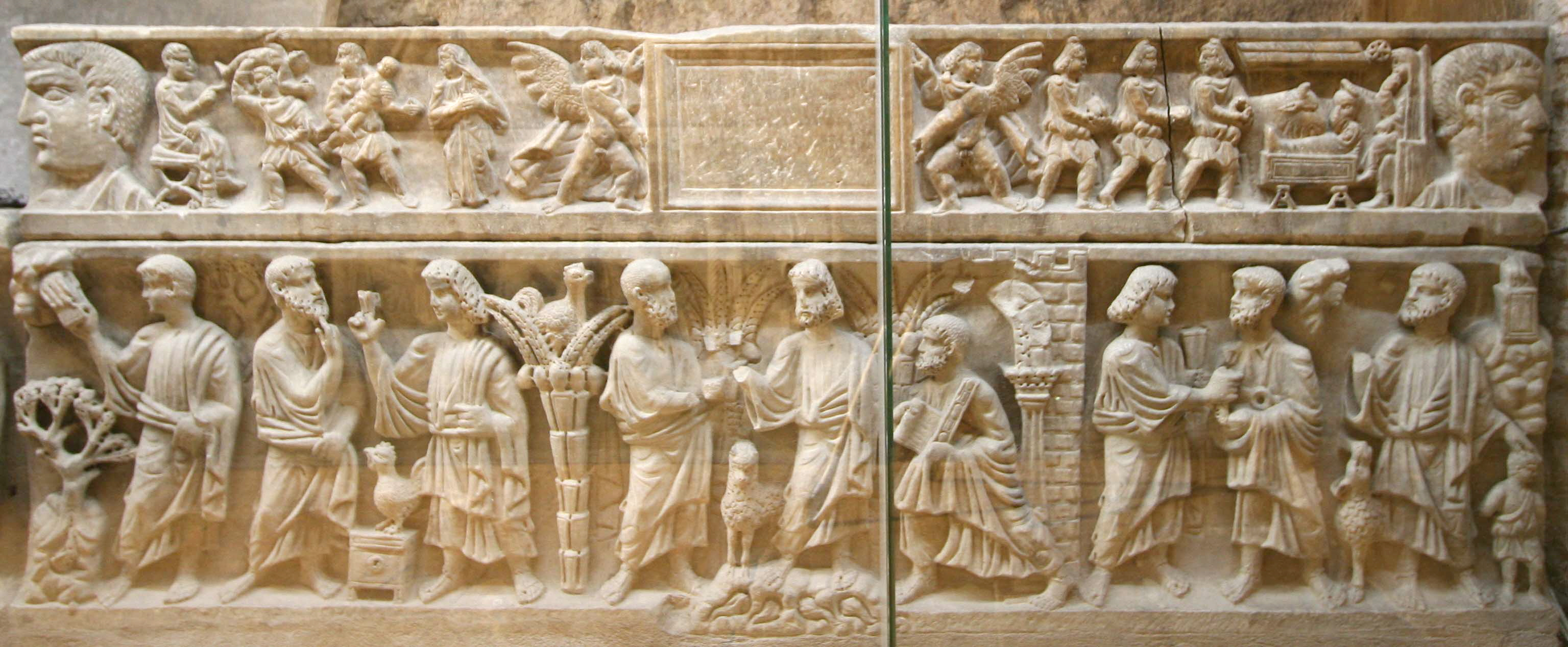
Une des plus anciennes représentations de la Nativité sur le sarcophage paléochrétien dit « des Saints Innocents », crypte de la Sainte-Baume, IV ou V.

La naissance de Jésus de Nazareth est fêtée par les chrétiens le jour de Noël, le 25 décembre du calendrier julien ou du calendrier grégorien. Pour l'Église russe et les anciennes Églises d'Orient qui utilisent toujours le calendrier julien, le 25 décembre julien correspond au 7 janvier du calendrier grégorien.
Ni le jour ni l'année de la naissance de Jésus ne sont connus avec précision, les seules sources étant les récits de l'enfance de Jésus que l'on trouve au début des évangiles selon Matthieu et Luc, dont l'historicité est douteuse. Compte tenu des incertitudes, les historiens situent en général la naissance de Jésus dans les dernières années du règne d'Hérode Ier le Grand, cité dans ces deux évangiles, et mort en 4 av. J.-C.
La date du 25 décembre précédant l'an 1 a été fixée par le moine Denys le Petit, au début du VIe siècle. Elle marque en principe le début de l'ère chrétienne.

## Méthodologie

### Sources
Les seules sources sont les récits de l'enfance de Jésus, que l'on trouve au début des évangiles selon Matthieu et Luc (abrégés respectivement en Mt et Lc), qui « posent de nombreux problèmes littéraires et historiques, tant leur écriture apparaît tardive, relevant plutôt du merveilleux à la manière des récits d'enfance du monde judéo-hellénistique ». Les évangiles selon Marc (le plus ancien, composé vers 65-75, et qui selon la théorie des deux sources est une des deux principales sources de Mt et Lc), et de Jean (le plus tardif, vers 90-95) commencent avec la prédication de Jean le Baptiste et le baptême de Jésus. La composition de Mt et de Lc est en général datée des années 80.
Sur l'enfance de Jésus, Matthieu et Luc diffèrent radicalement dans leurs structures narratives et dans leurs récits. La plupart des historiens estiment que ces deux textes ont été rédigés indépendamment l'un de l'autre. Les récits de l'enfance seraient la dernière partie de la tradition évangélique à se développer (après les récits de la Passion et du ministère de Jésus), tendance qui aboutit par la suite à la rédaction d'autres évangiles de l'enfance comme le Protévangile de Jacques et l'Évangile de l'enfance selon Thomas.
S'ils sont construits sur le modèle d'autres traditions (celle de la naissance de Moïse pour Matthieu, celles de la naissance de Jean le Baptiste et de l'enfance de Samuel dans l'Ancien Testament pour Luc), ils semblent utiliser des détails remontant à des traditions chrétiennes antérieures, et certains de ces détails sont communs aux deux évangiles. C'est dans ces détails communs que les historiens recherchent des éléments historiques, sur la base du critère d'historicité d'attestation multiple dans des sources littérairement indépendantes, et de leur cohérence.
Les autres textes du Nouveau Testament ne fournissent pas d'indication sur la naissance de Jésus. Les textes chrétiens plus tardifs, que ce soient les écrits des Pères de l'Église ou les textes dits apocryphes, sont fondés sur les évangiles canoniques et ne donnent pas d'éléments indépendants.

### Intérêt relatif
Les historiens soulignent le peu d'importance que les évangélistes accordent à cette date de naissance, les récits édifiants de l'enfance des personnalités ne relevant pas de la « biographie » au sens où nous l'entendons aujourd'hui. On ignore ainsi la date de naissance de nombre de personnages de l'Antiquité.

### Dénominations
La célébration de la fête de l’Incarnation — connue aussi sous le nom de fête de la Théophanie — apparait sous deux formes : d'une part, pour l'Orient, l’« Épiphanie » est plutôt centrée sur la « naissance spirituelle » (le baptême) de Jésus ; d'autre part, en Occident, et plus tardivement, « Noël », davantage centrée sur la « naissance historique » (la nativité) du Christ. En ce sens, il semble plus pertinent d'utiliser le terme « Nativité » pour l'Orient et le terme « Noël », propre à la conception occidentale de la célébration.

## Éléments

### Sous le règne d'Hérode
Les deux récits de l'enfance de Matthieu et Luc indiquent que la naissance de Jésus eut lieu sous le règne du roi Hérode le Grand : « Jésus étant né à Bethléem en Judée, au temps du roi Hérode » (Mt 2, 1) ; « Du temps d'Hérode, roi de Judée, [...] l'ange lui dit : Ne crains point, Zacharie ; car ta prière a été exaucée. Ta femme Élisabeth t'enfantera un fils, et tu lui donneras le nom de Jean. [...] Quelque temps après, Élisabeth, sa femme, devint enceinte. [...] Au sixième mois, l'ange Gabriel fut envoyé par Dieu dans une ville de Galilée, appelée Nazareth, auprès d'une vierge fiancée à un homme de la maison de David, nommé Joseph. Le nom de la vierge était Marie. [...] L'ange lui dit : Ne crains point, Marie ; car tu as trouvé grâce devant Dieu. Et voici, tu deviendras enceinte, et tu enfanteras un fils, et tu lui donneras le nom de Jésus. » (Lc 1,5-31). Dans Matthieu, cet élément se place dans le récit de la venue des mages, du massacre des Innocents, et de la fuite en Égypte, qui situe l'action à la fin du règne d'Hérode, le retour d'Égypte se faisant après l'accession au pouvoir d'Archélaos, son successeur. Chez Luc, il se place dans le cadre d'un parallélisme entre les annonces miraculeuses des naissances, à six mois d'intervalle, de Jean le Baptiste et de Jésus.
La date de la mort d'Hérode peut être déterminée en utilisant les informations données à la fin du Ier siècle par l'historien juif Flavius Josèphe, les annales romaines, et des données astronomiques. Selon Flavius Josèphe, Hérode est nommé roi par les Romains sous le consulat de Calvinus et Pollio en -40, et élimine son rival Antigone II Mattathiah sous celui de Agrippa et Gallus en -37. Il règne pendant 37 années après sa nomination par les Romains, et 24 après la mort d'Antigone II Mattathiah. Suivant la façon dont Josèphe compte les années, entières ou pas, cela mène à -4 ou -3. Mais Josèphe mentionne une éclipse de Lune peu avant la mort d'Hérode. Il y en a eu qui étaient visibles depuis la Palestine le 15 septembre -5, et le 13 mars -4, mais aucune en -3 ni en -2. Schürer conclut qu'Hérode est mort un peu après l'éclipse du 13 mars -4. En 1966, W. E. Filmer contesta cette date, sur la base du décompte des années et d'erreurs de Josèphe sur les dates de consulat, et détermina que la mort d'Hérode aurait eu lieu en -1, peu après l'éclipse du 9 janvier. Le calcul de Filmer a été depuis réfuté par Barnes en 1968, et Bernegger en 1985, et la date de -4 est celle qui est aujourd'hui retenue.
L'Évangile selon Matthieu, chap. 2, versets 16-18 relate que le roi Hérode Ier, ayant appris la naissance à Bethléem du roi des Juifs « envoya tuer tous les enfants de deux ans et au-dessous qui étaient à Bethléem et dans tout son territoire, selon la date dont il s’était soigneusement enquis auprès des mages ». Selon ce texte, Joseph se serait enfui avant ce massacre avec l'enfant Jésus et sa mère en Égypte où ils restèrent jusqu'à la mort d'Hérode.

### Recensement de Quirinius
Au début du chapitre 2, Luc donne une indication précise : « En ce temps-là parut un édit de César Auguste, ordonnant un recensement de toute la terre. Ce premier recensement eut lieu pendant que Quirinius était gouverneur de Syrie. » C'est ce qui explique selon cet évangile le déplacement de Joseph et Marie de Nazareth à Bethléem, où naît Jésus. Le règne d'Auguste commence en janvier ou en août -43, (sauf en Égypte où il commence en août -30 avec la prise d'Alexandrie et la mort d'Antoine et Cléopâtre), et se termine à sa mort en août 14.
Selon Tacite et Flavius Josèphe, Publius Sulpicius Quirinius devient gouverneur (legatus Augusti propraetore) de Syrie en l'an 6 de notre ère, après l'expulsion d'Archélaos. Josèphe nous apprend en outre qu'il fit un recensement en Judée en 6-7, qui déclencha la révolte de Judas de Gamala. Luc mentionne cet évènement dans son récit des Actes des Apôtres au chapitre 5 verset 37 : "Après lui, parut Judas le Galiléen, à l'époque du recensement, et il attira du monde à son parti : il périt aussi, et tous ceux qui l'avaient suivi furent dispersés."

### Âge du début de prédication et de mort
Le troisième chapitre de Luc indique que Jean le Baptiste commença sa prédication « la quinzième année du règne de Tibère ». Il baptise ensuite Jésus qui commence alors sa prédication à « environ trente ans. » Tibère succède à Auguste en 14, ce qui placerait le début de la prédication de Jean le Baptiste en 28-29, et Jésus un peu après. Cependant, le début de règne peut aussi désigner l'année où Tibère a été associé au pouvoir en 12. Compte tenu de cette incertitude, et de celle sur le délai après le début de la prédication de Jean, Paul Mattei évoque une fourchette située entre 26 et 30, optant pour sa part vers la fourchette plus restreinte de 26 - 28 tandis que Simon Claude Mimouni pense que la prédication a dû commencer « au meilleur cas » en l'an 28, se fondant sur le chapitre 2 de l'évangile selon Jean.
De la même manière, Marie-Françoise Baslez explique que ce chapitre 2 de l'évangile selon Jean, qui situe la première montée de Jésus à Jérusalem par rapport aux quarante-six ans qu'il a fallu pour bâtir le Temple d'Hérode, constitue l'un des meilleurs repères chronologiques du Nouveau Testament. La date de pose de la première pierre du temple d'Hérode est située en 19 av. J.-C. par Flavius Josèphe. La première montée de Jésus à Jérusalem daterait ainsi de 27 ou 28.
Les historiens placent généralement la date de la mort de Jésus pendant la fête juive de la Pâque, à Jérusalem, entre l'an 30 et l'an 33. Les évangiles la placent unanimement sous l'administration du Romain Ponce Pilate, qui fut préfet de Judée entre 26 et 36.

## Datation
Le principal problème est l'écart d'au moins 10 ans entre la fin du règne d'Hérode et le recensement de Quirinius. Des trésors d'ingéniosité ont été dépensés afin d'accorder les deux datations et de préserver l'historicité de Luc, dans le cadre de la doctrine de l'inerrance biblique. Raymond E. Brown résume les solutions possibles : « Premièrement on peut essayer de recaler la chronologie d'Hérode de Luc 1 pour qu'elle concorde avec le recensement de Quirinius (vers 6-7) de Luc 2. Deuxièmement, on peut essayer de recaler le recensement de Quirinius pour qu'il concorde avec la datation basée sur la mort d'Hérode (-4 ou -3). Troisièmement, on peut reconnaître que l'une ou les deux datations de Luc sont confuses, et qu'il n'y a ni besoin ni possibilité de les accorder ».

### Position majoritaire des historiens
La majorité des historiens retiennent comme la plus vraisemblable la naissance à la fin du règne d'Hérode Ier le Grand (avant 4 av. J.-C.), tradition présente dans les deux évangiles de l'enfance considérés comme littérairement indépendants. Ils rejettent le récit du recensement de Quirinius en Luc 2, historiquement invraisemblable du fait de l'inexactitude chronologique concernant son unique mandat, mais également pour plusieurs autres raisons :
- Si Auguste ordonna des recensements de tous les citoyens romains en -28, -8 et 14[33], il n'existe aucune trace d'un recensement qui aurait concerné tous les habitants de l'Empire, ni qui leur aurait demandé de retourner dans la ville de leurs ancêtres.
- Le seul recensement connu de Quirinius ne concernait que la Judée (où se trouve Bethléem), et non la Galilée (où se trouve Nazareth) qui n'était pas alors sous juridiction romaine directe, et avait son propre dirigeant, le tétrarque Hérode Antipas. Ce recensement régional par Quirinius s'est déroulé à fin d'imposition[34] en Judée — et non en Galilée, où aucun impôt ne fut levé par les Romains du vivant de Jésus[35] — vers 6 ou 7 de notre ère. En outre, une autre tradition attribue d'ailleurs ce recensement local à Sentius Saturninus[36] qui gouverne la région à partir de l'an 8, ce qui semble plus vraisemblable[réf. nécessaire].

Cette mention serait ainsi un motif littéraire permettant de justifier la naissance de Jésus à Bethléem, ville de David. Mais si l'auteur de l'évangile selon Luc se plaît à situer son récit dans le contexte d'évènements de l'Antiquité, il le fait à plusieurs reprises erronément : pour l'historien Fergus Millar, l'usage que Luc fait du cens de Quirinius, pour expliquer comment Jésus est né à Bethléem, est « totalement trompeur et non historique ». Mais l'association de la naissance de Jésus avec l'édit d'Auguste permet d'introduire une charge symbolique à travers un destin divin qui culminera dans les Actes des apôtres avec la prédication de Paul à Rome et une notion théologique universaliste et œcuménique. On trouve également une affirmation laïque du loyalisme qui intègre Jésus dès sa naissance dans le cadre des autorités romaines et l'affirmation religieuse qui situe le recensement dans une affirmation eschatologique et messianique.
D'autres inexactitudes se trouvent dans les écrits lucaniens que « ceux qui ont une approche fondamentaliste des textes ont du mal à évacuer ». Par ailleurs, les « environ trente ans » en l'an XV du règne de Tibère fournis par Luc pour le début de prédication de Jésus sont cohérents avec la datation dans les dernières années d'Hérode indiquée par le récit de Matthieu,. Si le récit du massacre des Innocents, dans lequel Hérode fait exécuter tous les enfants de deux ans et moins de la région de Bethléem, est généralement considéré comme un midrach faisant un parallèle avec la naissance de Moïse, certains historiens en tiennent compte, comme Paul Mattei, qui estime que la fuite en Égypte a donc eu lieu au moins plusieurs mois avant la mort d'Hérode, et la naissance à -6 ou -7.
Cette position (en faveur de la naissance sous Hérode) est adoptée (avec des nuances) par Dale Allison (en), Marie-Françoise Baslez, Michael F. Bird (en), Marcus Borg (en) et John Dominic Crossan, Raymond E. Brown James D. G. Dunn, Martine Dulaeye, R. T. France, Edwin D. Freed, Robert W. Funk (en) et les membres du Jesus Seminar, Pierre Geoltrain, Shimon Gibson, Michael Grant, Manfred Heim (de), Harold W. Hoehner (en), Paul L. Maier (en), Daniel Marguerat, Paul Mattei, John Paul Meier, Simon Claude Mimouni , C. Philipp E. Nothaft, Charles Perrot , Émile Puech, Michel Quesnel , Maurice Sachot, E. P. Sanders, Gerd Theissen, Maurice Sartre, Christian-Georges Schwentzel, Étienne Trocmé, David Vauclaire, Geza Vermes.

### Autres datations
En 2001, Craig A. Evans, avançait que la référence au règne d'Hérode le Grand pourrait refléter un parallélisme Jésus/Moïse - Hérode/Pharaon qui, compte tenu de la fiabilité historique de Luc, amènerait à une datation de la naissance de Jésus en 6, soit à la fin du règne d'Hérode Archelaus et durant le recensement de Quirinius, ce qui ferait commencer la prédication de Jésus vers 25 ans. Cette datation était précédemment défendue par l'archéologue français Gilbert Picard. Une datation entre 4 av. J.-C. et 6 est aussi défendue par Reza Aslan. Néanmoins, l'Encyclopedia of Historical Jesus dirigée par Evans, dont la première édition date de 2008, rejoint le consensus savant et envisage une naissance entre -6 et -4, voire en -5, précisément au printemps.

## Historiographie

### Auteurs antiques
Justin Martyr (~100 - ~165) dans sa Première Apologie adressée à l'empereur Antonin et écrite entre 148 et 154 reprend l'idée du recensement de Quirinius : « le Christ naquit il y a 150 ans sous Quirinius » et : « Dans le pays des Juifs, il y a un village à 35 stades de Jérusalem où Jésus est né. Vous pouvez en avoir la preuve dans les registres du cens fait sous Cyrenius, votre premier procurateur en Judée ».
Pour dater la naissance de Jésus, la plupart des auteurs antiques, et notamment les pères de l'Église, se basent uniquement sur le chapitre 3 de Luc, qu'ils interprètent en donnant à Jésus exactement 30 ans lors de la quinzième année du règne de Tibère, qu'il font démarrer en 14. Ils situent donc sa naissance en l'an 41 du règne d'Auguste (Irénée de Lyon, Tertullien, Jérôme de Stridon) ou plus souvent 42 (Hippolyte de Rome, Eusèbe de Césarée, Épiphane de Salamine), ou en Égypte la 28e du règne d'Auguste (Clément d'Alexandrie), en 752 après la fondation de Rome (Orose, sous le consulat de Auguste et Plautius Silvanius (Épiphane de Salamine, souvent repris), ou celui de Lentulus et Messala (Cassiodore) : dates correspondant toutes à -3 ou -2.
Un autre critère de datation des auteurs antiques est la valeur symbolique des dates, qui prévaut parfois sur les données des évangiles. Ainsi, selon le chroniqueur chrétien Julien l'Africain dans sa Chronographie (221), dont nous n'avons que des fragments, il y aurait eu exactement 5500 ans entre la création d'Adam et l'incarnation et la naissance de Jésus, qui aurait donc eu lieu en l'année 5501. Il la place par ailleurs en l'année 42 du règne d'Auguste. Au Ve siècle, les chronographes alexandrins Anniane et Panodore ont l'idée d'accorder la naissance de Jésus avec le début d'un cycle pascal (cycle métonique de 19 ans du calendrier luni-solaire). Anniane d'Alexandrie reprend le nombre de 5500 années depuis la fondation du monde, et pour l'accorder avec le début d'un cycle pascal, il place la naissance de Jésus sous le consulat de Camerinus et Sabinus, en 9 (date la plus tardive des auteurs antiques).

### Jour de naissance
La détermination du jour de la naissance a également une importance symbolique, et le 25 mars, jour de l'équinoxe de printemps, souvent considéré comme le jour de la création du monde, est envisagé comme celui de la conception, de la mort ou de la résurrection de Jésus.
Clément d'Alexandrie (150 - ~215) apporte le plus ancien témoignage d'une volonté de préciser le jour de la naissance de Jésus. Il révèle des traditions discordantes au sein des communautés chrétiennes et rapporte qu'à Alexandrie, à la fin du IIe ou au début du IIIe siècle, certains évoquent le vingt-cinquième jour de Pachon (20 mai) ou le vingt-quatrième ou vingt-cinquième jour de Pharmouti (19 ou 20 avril) tandis que les Basilidiens célèbrent le baptême de Jésus (correspondant à une naissance symbolique), le quinzième jour du mois de Tybi, ou encore le onzième (10 ou 6 janvier). Lui-même s'abstient d'indiquer un jour précis.
Une tradition également ancienne, rapportée un peu plus tard par Hippolyte de Rome situe la naissance de Jésus au mercredi 2 avril. Cette date plaçant la naissance de Jésus au printemps fait peut-être écho à une tradition judéo-chrétienne d'origine sacerdotale basée sur le calendrier du Livre des Jubilés dont Hippolyte aurait connaissance.
Par ailleurs, suivant un passage du De Pascha Computus, rédigé en Afrique en 243, Jésus est né le mercredi V des calendes d'avril, soit le 28 mars : cela correspond au quatrième jour après Pascha - date que l'auteur retient pour dater la Passion et premier jour de la création correspondant à l'équinoxe de printemps - et cela coïncide avec la création du soleil, permettant une assimilation du Christ au « Soleil de justice » une prophétie de Malachie. Ce texte montre l'existence d'une natalis solis iustitiae plus de trente ans avant la natalis solis invicti romaine.
La fixation de la date de naissance de Jésus (la Nativité) au 25 décembre, à Noël, semble avoir été fixée dans l'Occident latin vers le milieu du IVe siècle pour coïncider avec la fête romaine de la naissance de Sol Invictus, célébrée à cette date à l'instar de la naissance du dieu Mithra, né selon la légende un 25 décembre, et promue par les autorités impériales entre 274 et 323 ; le choix de cette fête permettait une assimilation de la venue du Christ — « Soleil de justice » — à la remontée du soleil après le solstice d'hiver.
C'est dans le Chronographe de 354 que figure la première attestation sans équivoque de la célébration à Rome, sous le pontificat de l'évêque Libère, d'une fête de l'incarnation du Sauveur, fixée « huit jours avant les calendes de janvier, (...) à Bethléem en Judée » c'est-à-dire le 25 décembre. A cette occasion, l'évêque rassemble les chrétiens dans la basilique nouvellement construite au Vatican, achevée en 354. Néanmoins, certains indices textuels peuvent laisser penser qu'une telle célébration a pu exister dès 336. La date met néanmoins du temps à s'imposer et il semble par exemple que la première célébration de la Nativité à Alexandrie ne remonte pas avant les années 430.
Le choix de la date semble le fruit d'un calcul autonome fait au cours du IIIe siècle mais il s'insère dans un cadre plus général de la constitution d'un calendrier liturgique, probablement destiné à concurrencer, à Rome, les réjouissances païennes. Cette tradition sera reprise par le martyrologe hiéronymien une compilation datant probablement du VIe siècle, reprenant des documents plus anciens.

### Cycle de la nativité
Au début du VIe siècle, sur des calculs erronés du moine Denys le Petit, le calendrier julien en vigueur prend une nouvelle origine : de l'an 247 du règne de Dioclétien, on passe à l'an 532 de l'ère chrétienne, tout en conservant le 1er janvier comme Nouvel An. Denys le Petit place l'annonciation le 25 mars et la naissance de Jésus neuf mois plus tard, le 25 décembre de l’année 753 de Rome (c'est-à-dire l'année -1 du calendrier actuel), principalement pour qu'elle coïncide avec le début d'un cycle pascal. C'est sur ce calcul que se fondent aujourd'hui les calendriers de l'ère chrétienne.
Après la fixation et la célébration de la nativité en remplacement des fêtes romaines, une série de fêtes et célébrations s'articulent autour de la date du 25 décembre pour progressivement constituer un cycle de la nativité qui, développé de la fin de l'antiquité au Moyen Âge, s'étire entre le 24 décembre et le 6 janvier. En Occident, depuis la fin de l'Antiquité, la date du 6 janvier est dédiée à l'adoration des Mages, remplaçant les Saturnales romaines et estompant la célébration de l'Épiphanie auxquelles les Églises d'Orient restent attachées. Dès 567, le concile de Tours instaure les douze jours entre ces deux dates comme un cycle de célébrations à part entière, établissant la tradition des « Douze jours de Noël » qui suivent le solstice d'hiver, auxquels est intégrée, vers le VIIIe siècle, la fête de la Circoncision de Jésus.

### «Étoile de Bethléem»
Dans la Nativité racontée dans l'évangile selon Matthieu, des « rois mages » se rendent à Bethléem, guidés par une étoile. Depuis Johannes Kepler au XVIIe siècle, de nombreuses recherches archéoastronomiques ont été faites pour identifier ce phénomène astronomique et dater la naissance de Jésus. Les historiens et astronomes modernes considèrent que « du fait de la nature légendaire du récit, il est douteux que l'étoile de Bethléem puisse fournir une quelconque indication sur l'année de naissance de Jésus ».